# Loxoporetes nouhuysii
Loxoporetes nouhuysii là một loài nhện trong họ Thomisidae.
Loài này thuộc chi Loxoporetes. Loxoporetes nouhuysii được Wladislaus Kulczynski miêu tả năm 1911.